# مارجيت بورغ
مارجيت بورغ (بالسويدية: Margit Hasseblad)‏ هي لاعبة كرة الريشة سويدية، ولدت في 15 يونيو 1969 في مارياستاد في السويد.

## وصلات خارجية
- مارجيت بورغ على موقع BWF.tournamentsoftware.com (الإنجليزية)
- مارجيت بورغ على موقع BWFbadminton.com (الإنجليزية)
- مارجيت بورغ على موقع اللجنة الأولمبية الدولية (الإنجليزية)
- مارجيت بورغ على موقع أوليمبيديا (الإنجليزية)
- مارجيت بورغ على موقع اللجنة الأولمبية السويدية (السويدية)